# Hôtel de Pourtalès
L’hôtel de Pourtalès est un hôtel particulier situé à Paris.

## Situation et accès
Il est situé au 7, rue Tronchet, dans le 8e arrondissement de Paris, à une centaine de mètres de l'église de la Madeleine.
Le quartier est desservi par les lignes 3 et 9 à la station Havre - Caumartin et par les lignes 8, 12 et 14 à la station Madeleine.

## Histoire
C'est après la mort de son épouse, née Anna Henriette de Palézieux-Falconnet, en 1836, que le comte James-Alexandre de Pourtalès (1776-1855) demande à l'architecte Félix Duban de lui construire un hôtel particulier dans un style inspiré de la Renaissance italienne dans le nouveau quartier à la mode de la Madeleine. L'hôtel est construit en 1838-1839. C'est un hôtel particulier « conçu comme un grand appartement » avec des « pièces étonnamment petites ». Louis Hautecœur analyse la façade avec bossages, pilastres, fenêtres à entablement, frise agrémentée d'amours comme un ensemble d'éléments empruntés au XVIIe siècle. Félix Duban n'a pas cherché à faire un hôtel particulier imitant l'art toscan et florentin mais à « évoquer un palazzo italien idéal et à réaliser dans la pierre l'une de ses fantaisies peintes ». L'hôtel révèle la mode du style néo-renaissance de l'époque. La façade et la cour intérieure à arcades rappellent les palais toscans. Un escalier monumental mène à l'étage où se trouvaient les appartements et la collection d'œuvres d'art du comte de Pourtalès. Dans ce rappel de la Renaissance, Félix Duban évite la surcharge et l'afféterie, mais s'en sert comme gage de rigueur et de raffinement pour servir d'écrin à la collection d'objets d'art du comte. Théophile Gautier qualifie l'hôtel d'« objet d'art ».
Au premier étage, on trouve, côté rue, la bibliothèque et la chambre à coucher, côté cour, l'antichambre et la salle à manger, ainsi que la galerie de tableaux avec un éclairage zénithal grâce à une verrière, la salle des étrusques en cul-de-four, la chapelle gothique pour les objets du Moyen Âge et de la Renaissance. Le décor intérieur, également de Duban. Un inventaire établi en 1850 permet de connaître l'ameublement de l'hôtel dans le style Charles X.
La collection comprend plus de trois cents tableaux où ceux des XVIe et XVIIe siècles sont bien représentés. Elle présente des toiles d'Ingres, de Vernet, de Delaroche, de Turpin de Crissé, de Léopold Robert, des paysages suisses, des toiles de style troubadour. Les marbres sont regroupés au rez-de-chaussée. Les petits bronzes antiques, terres cuites et vases antiques sont présentés dans deux salles à côté de la galerie de peinture. Au total, l'inventaire après décès note 3 500 pièces.
À la mort de celui-ci, l'hôtel est passé à son fils, le comte Edmond de Pourtalès-Gorgier (1828-1895).
La galerie où étaient présentées les célèbres collections du commanditaire reste en place encore dix ans après la mort du comte de Pourtalès, en 1855, suivant sa volonté testamentaire. Ses collections ont été dispersées en vente publique en février 1865, selon le vœu de leur propriétaire. Le comte Edmond de Pourtalès confie à Hippolyte Destailleur la modification de l'hôtel en 1865-1866, puis en 1869-1870. La galerie de peintures est détruite et transformée en salle à manger. Un étage est ajouté à l'hôtel.
La comtesse de Pourtalès, née Bussière (1836-1914), a été l'incarnation de l'élégance et de l'air du grand monde sous le Second Empire et les débuts de la Troisième République. Elle a été l'amie de l'impératrice Eugénie et de la princesse Pauline von Metternich. Elle a inspiré les peintres Schuler, Baron, Hébert, Carolus-Duran. Les peintres Jalabert, Spindler et Winterhalter ont fait son portrait. Son salon a été un des plus renommés de Paris.

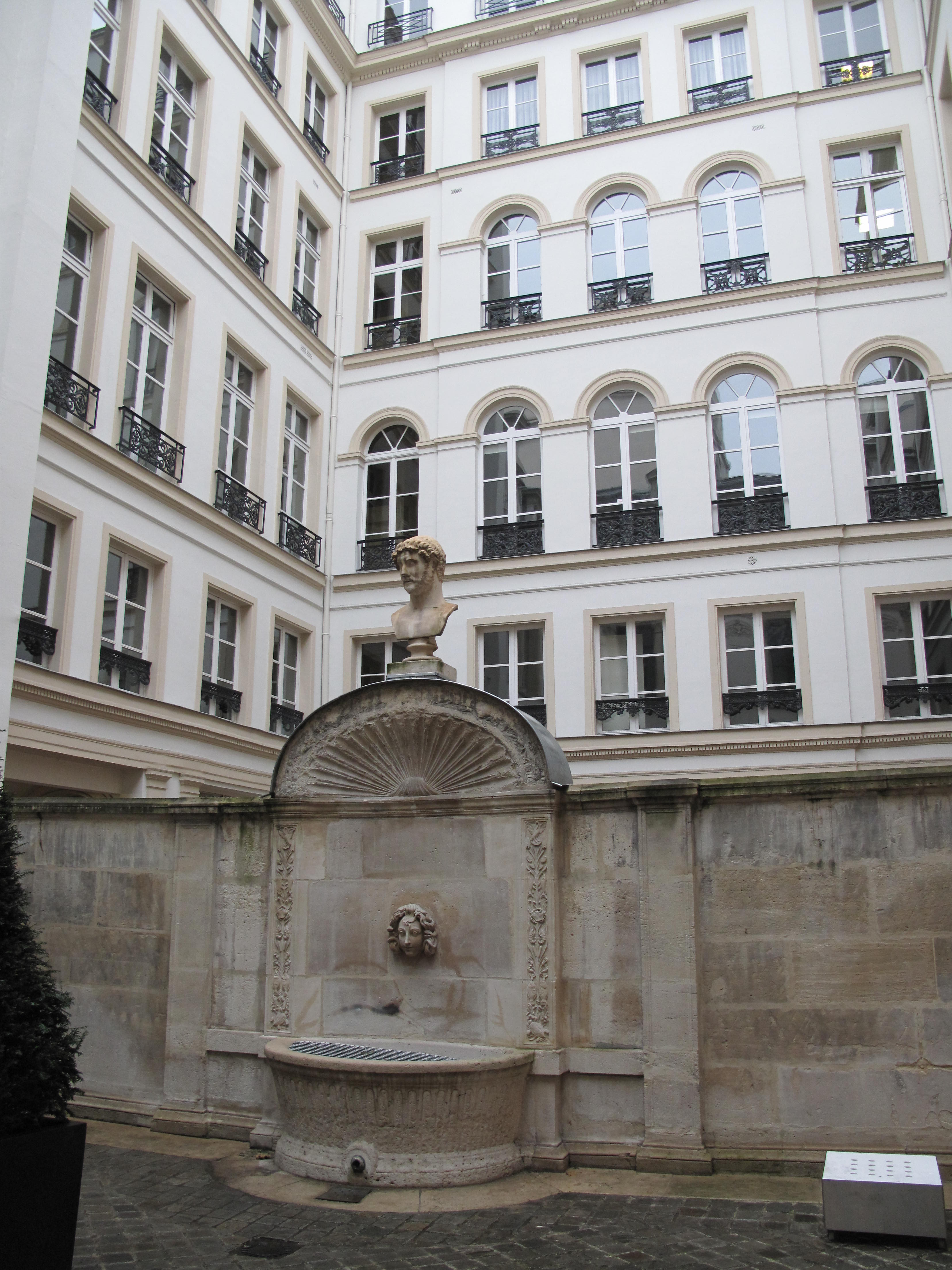
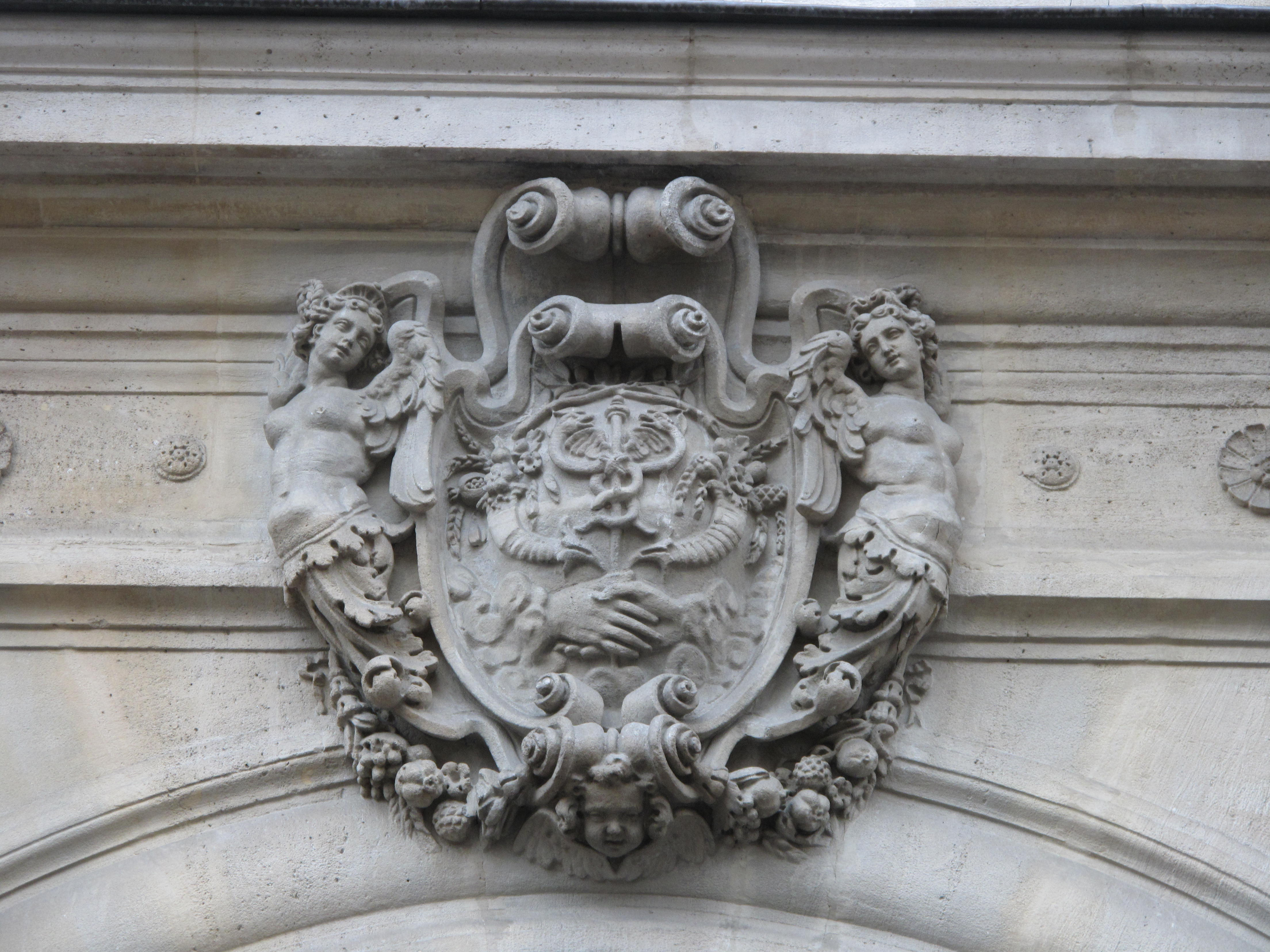
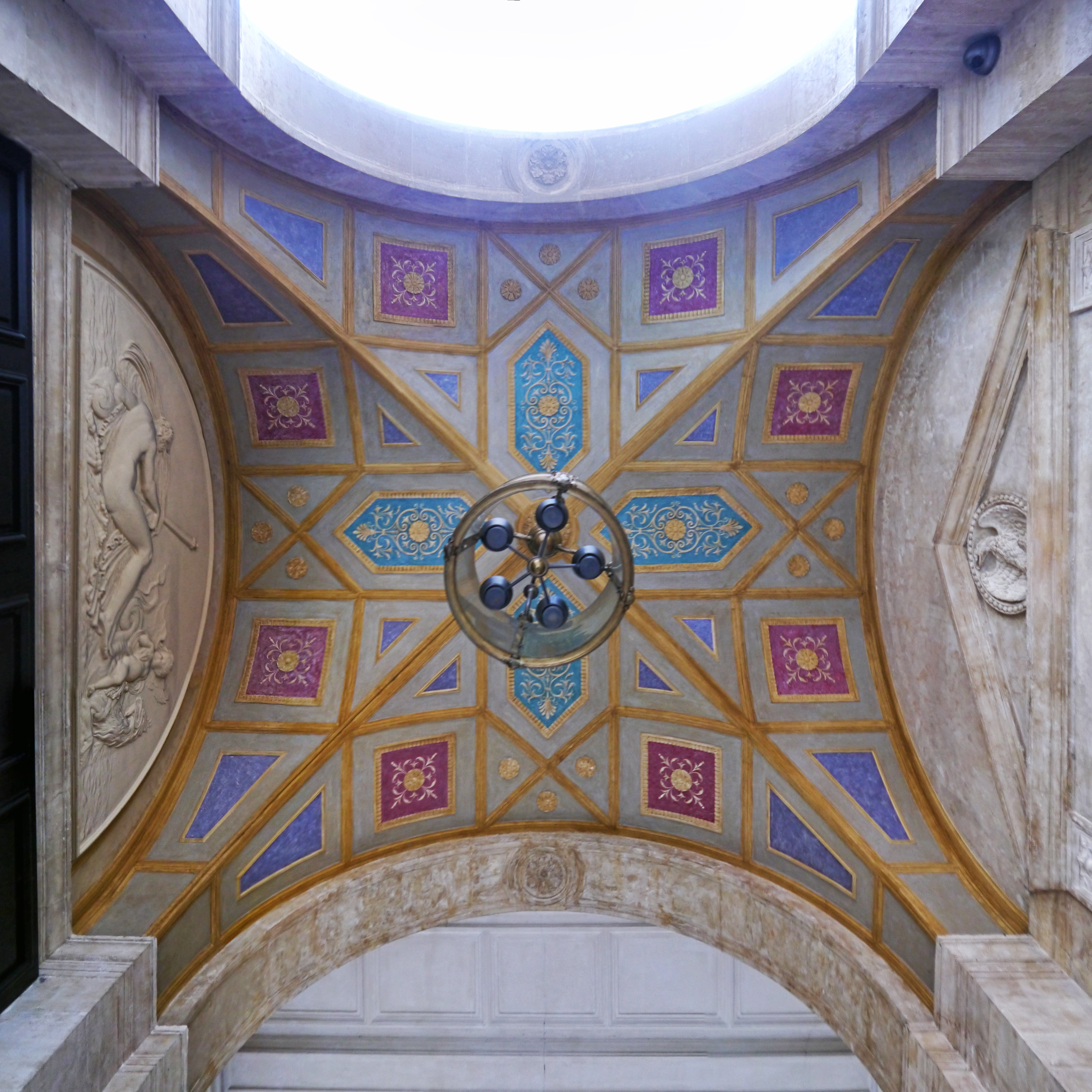

## Protection - Rénovation
La façade sur rue a été inscrite à l'inventaire supplémentaire des monuments historiques le 4 novembre 1927[réf. souhaitée].
Puis la mesure d'inscription a été étendue à la totalité de l'immeuble le 17 septembre 2002.
L'hôtel a fait l'objet d'une campagne de restauration en 2006-2008 sous la direction de l'architecte Anthony Béchu.

## Un hôtel de stars

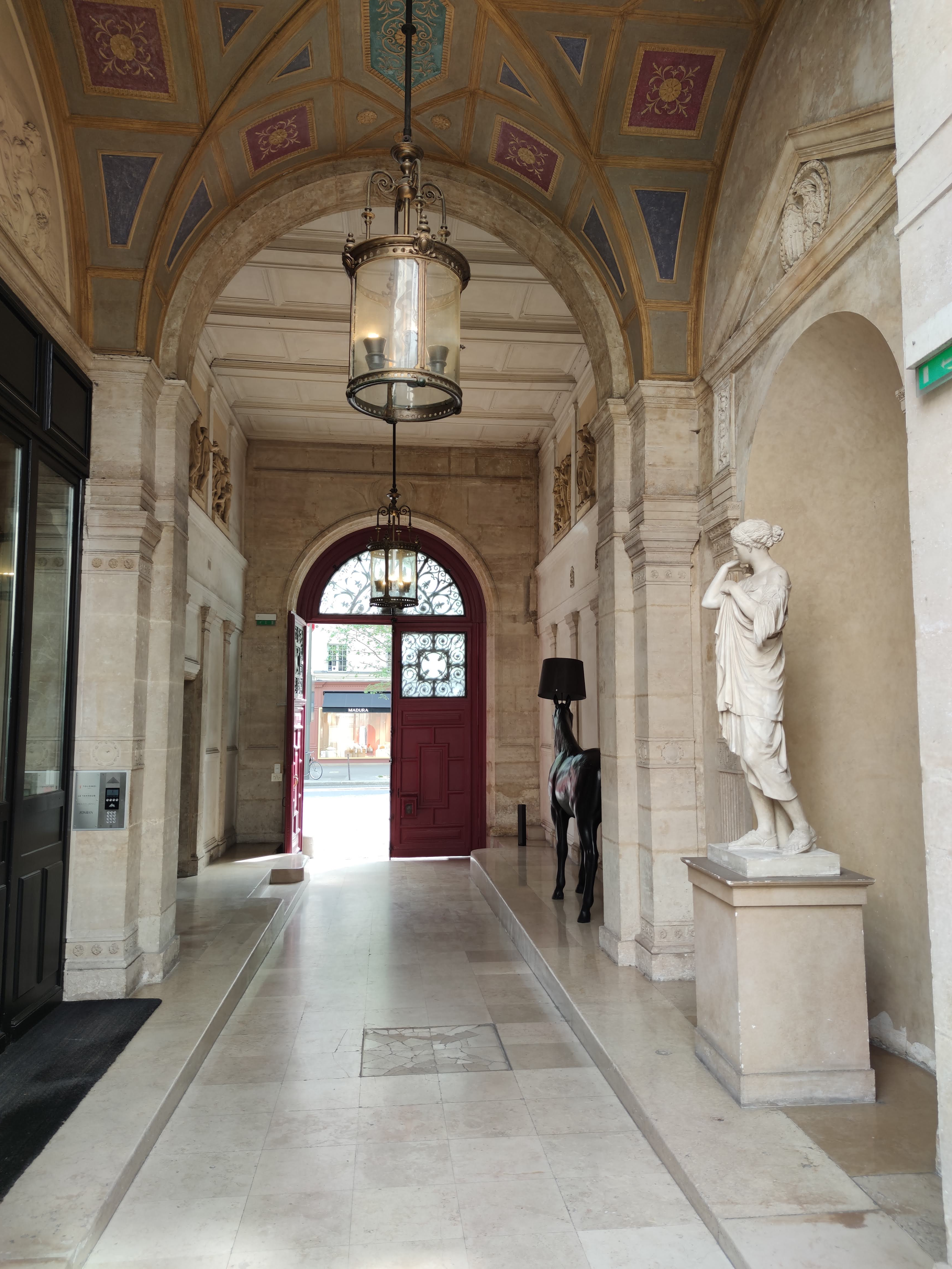
Entrée.

Aussi appelé le « No Address », cet immeuble est régulièrement loué par des célébrités, dont la famille Kardashian, habituée de ce lieu. Pourtalès offre des appartements avec des services hôteliers. Le discret hôtel de style florentin est réputé pour avoir accueilli des stars comme Leonardo DiCaprio, Madonna ou encore Prince. Zlatan Ibrahimovic y a résidé un an durant son passage au Paris Saint-Germain. Il se compose de neuf appartements de luxe qui vont de 95 à 350 m2. Une équipe de vingt salariés est à la disposition des clients dont notamment un chef cuisinier.
Il est géré par la Société No Address France dont l'actionnaire majoritaire est M. Shezi Nackvi également présent dans le groupe hôtelier The Peninsula Hotels.
Dans la nuit du 2 au 3 octobre 2016, Kim Kardashian s'y est fait agresser pendant qu'on lui dérobait des bijoux d'une valeur de plusieurs millions d'euros,.